# Alekszandr Ivanovics Marinyeszko
Alekszandr Ivanovics Marinyeszko (oroszul: Александр Иванович Маринеско, ukránul: Олександр Іванович Маринеско, románul: Alexandru Marinescu; Odessza, 1913. január 15. (Julián naptár január 2.) – Szentpétervár, 1963.november 25.) szovjet haditengerészeti tiszt, a második világháború alatt a Wilhelm Gustloff német utasszállító hajót elsüllyesztő SZ–13 tengeralattjáró kapitánya. Az elsüllyesztett bruttó űrtartalom (BRT) tekintetében a legsikeresebb szovjet tengeralattjáró-parancsnok, 42 000 BRT-vel. 1990-ben posztumusz elnyerte a Szovjetunió hőse címet.

## Származása, ifjúkora
Az odesszai születésű Marinyeszko egy román tengerész, Ion Marinescu és egy ukrán nő, Tetyana Mihajlivna Koval fia volt a Herszoni kormányzóságból. Apja az Orosz Birodalomba menekült, miután megvert egy tisztet, és Odesszában telepedett le, nevét Ionról Ivanra ukránosította, vezetéknevének utolsó „u” betűjét „o”-ra változtatta.
Marinyeszko a szovjet kereskedelmi flottánál és a Fekete-tengeri Flottában képezte ki magát, majd később a Balti Flotta parancsnoki beosztásába helyezték át. 1936 márciusában hadnaggyá (zászlóssá), 1938 novemberében főhadnaggyá (alhadnaggyá) léptették elő. 1939 nyarán az új M-96 jelzésű tengeralattjáró parancsnokává nevezték ki. Amikor 1940 közepén szolgálatba állt, torpedóhasználat felkészülése alapján az M-96-ot a Balti Flotta egyik legjobb tengeralattjárójának nyilvánították. Marinyeszko 1940-ben a torpedó-tűzvezetésben elért eredményéért aranyórát kapott és ugyanebben az évben sorhajóhadnaggyá léptették elő.

## A második világháborúban
A náci Németország 1941 júniusában megtámadta a Szovjetuniót. A balti flotta szovjet főparancsnoksága úgy döntött, hogy a Marinyeszko parancsnoksága alatt lévő M–96 jelzésű, M (Maljutka) típusú tengeralattjárót a Kaszpi-tengerre kell küldeni, hogy ott kiképzőhajóként szolgáljon, de Leningrád német blokádja miatt ez nem valósulhatott meg. 1942. február 12-én egy német tüzérségi lövedék eltalálta az M-96-ot, jelentős károkat okozva.
1943 elején Marinyeszkót nevezték ki a modernizált SZ–13 tengeralattjáró parancsnokává. Az SZ (Sztalinyec) típus IX és IXbisz sorozat 13 egységéből csak ez a hajó élte túl a háborút.

## Wilhelm Gustloff és Steuben
Marinyeszko 1945. január 11-én hagyta el a pirkkalai haditengerészeti támaszpontot, és január 13-án foglalt állást Kolberg mellett. A következő napokban tengeralattjáróját többször is megtámadták német torpedóhajók. 1945. január 30-án az SZ–13 megtámadta és elsüllyesztette a Kelet-Poroszországból civileket, főleg gyermekes családokat és katonákat evakuáló Wilhelm Gustloffot. Valószínűleg 9400 áldozat volt.
Napokkal később, február 10-én Marinyeszko elsüllyesztett egy második német hajót két torpedóval, a Steubent, amely többnyire sebesült katonákat és több mint 800 civilt szállított, Kelet-Poroszországot és a Memel-vidéket evakuálva, összesen 4267 áldozattal. Marinyeszko így lett a legsikeresebb szovjet tengeralattjáró-parancsnok az elsüllyedt bruttó regisztertonna (GRT) tekintetében, 42 000 BRT-vel.
Mielőtt elsüllyesztette volna a Wilhelm Gustloffot, Alekszandr Marinyeszko alkoholproblémái miatt hadbíróság elé került, ezért „nem alkalmas hősnek” ítélték. Ehelyett a Vörös Zászló Renddel tüntették ki. 1945 októberében hadnaggyá minősítették le, és becsületsértő módon elbocsátották a haditengerészettől. 1960-ban visszahelyezték harmadosztályú kapitányi tisztségébe, és teljes nyugdíjat kapott. 1963-ban Marinyeszko megkapta egy kapitánynak járó hagyományos szertartást, miután sikeresen visszatért a küldetésből. Három héttel később, 1963. november 25-én halt meg rákban, és a szentpétervári Bogoszlovszkoje temetőben temették el. Marinyeszkót 1990-ben Mihail Gorbacsov posztumusz a Szovjetunió Hőse díjjal tüntette ki, miután az Izvesztyija újság rehabilitálta.

## Öröksége
1990-ben a szentpétervári Sztroityelej utcát (Építők utcája) az ő tiszteletére átnevezték ulica Marinyeszkóra, amely a Kirov kerületben (Кировский район) található, és összeköti az Avtovszkaja és a Zajceva utcákat. Róla nevezték el a szentpétervári Orosz Tengeralattjáró Haderőnem Múzeumát, Kalinyingrádban, Kronstadtban és Odesszában pedig emlékműveket állítottak neki. Günter Grass Ráklépésben (2002) című regényének – amely részletesen leírja a Wilhelm Gustloff elsüllyedését – egyik legkiemelkedőbb szereplője.

## Kitüntetései
- A Szovjetunió Hőse
- Lenin-rend
- Két Vörös Zászló érdemrend
- Katonai érdemekért kitüntetés
- Leningrád Védelméért emlékérem
- Az 1941–1945-ös Nagy Honvédő Háborúban Németország Fölött Aratott Győzelemért érdemérem
- Leningrád 250. évfordulója emlékére kitüntetés